# 500 kilomètres de Monza FIA GT 2001
Navigation
Édition précédente Édition suivante
Les 500 kilomètres de Monza FIA GT 2001 (500 KM DI MONZA FIA GT 2001), disputés le 31 mars 2001 sur le circuit de Monza, sont la troisième édition de cette épreuve et la première manche du championnat FIA GT 2001.

## Course

### Classement de la course
| Pos.   | Catégorie | N° | Écurie                     | Pilotes                                             | Châssis                   | Pneus | Tours/Abandon |
| Pos.   | Catégorie | N° | Écurie                     | Pilotes                                             | Moteur                    | Pneus | Tours/Abandon |
| ------ | --------- | -- | -------------------------- | --------------------------------------------------- | ------------------------- | ----- | ------------- |
| 1      | GT        | 1  | Lister Storm Racing        | Jamie Campbell-Walter Tom Coronel                   | Lister Storm              | M     | 87            |
| 1      | GT        | 1  | Lister Storm Racing        | Jamie Campbell-Walter Tom Coronel                   | Jaguar 7.0L V12           | M     | 87            |
| 2      | GT        | 7  | Larbre Compétition Chéreau | Christophe Bouchut Jean-Philippe Belloc             | Chrysler Viper GTS-R      | M     | 87            |
| 2      | GT        | 7  | Larbre Compétition Chéreau | Christophe Bouchut Jean-Philippe Belloc             | Chrysler 8.0L V10         | M     | 87            |
| 3      | GT        | 12 | Paul Belmondo Racing       | Boris Derichebourg Vincent Vosse                    | Chrysler Viper GTS-R      | D     | 87            |
| 3      | GT        | 12 | Paul Belmondo Racing       | Boris Derichebourg Vincent Vosse                    | Chrysler 8.0L V10         | D     | 87            |
| 4      | GT        | 11 | Paul Belmondo Racing       | Paul Belmondo Didier Defourny                       | Chrysler Viper GTS-R      | D     | 86            |
| 4      | GT        | 11 | Paul Belmondo Racing       | Paul Belmondo Didier Defourny                       | Chrysler 8.0L V10         | D     | 86            |
| 5      | GT        | 6  | Team Rafanelli             | Marc Duez Günther Blieninger                        | Ferrari 550 Maranello     | M     | 85            |
| 5      | GT        | 6  | Team Rafanelli             | Marc Duez Günther Blieninger                        | Ferrari 6.0L V12          | M     | 85            |
| 6      | GT        | 14 | Autorlando Sport           | Marco Spinelli Fabio Villa Gabriele Sabatini        | Porsche 911 GT2 (993)     | P     | 84            |
| 6      | GT        | 14 | Autorlando Sport           | Marco Spinelli Fabio Villa Gabriele Sabatini        | Porsche 3.8L Turbo Flat-6 | P     | 84            |
| 7      | N-GT      | 69 | Autorlando Sport           | Johnny Cecotto Philipp Peter                        | Porsche 911 GT3 RS (996)  | P     | 83            |
| 7      | N-GT      | 69 | Autorlando Sport           | Johnny Cecotto Philipp Peter                        | Porsche 3.6L Flat-6       | P     | 83            |
| 8      | N-GT      | 77 | RWS Motorsport             | Luca Riccitelli Dieter Quester                      | Porsche 911 GT3 RS (996)  | M     | 83            |
| 8      | N-GT      | 77 | RWS Motorsport             | Luca Riccitelli Dieter Quester                      | Porsche 3.6L Flat-6       | M     | 83            |
| 9      | N-GT      | 55 | Perspective Racing         | Thierry Perrier Michel Neugarten                    | Porsche 911 GT3 RS (996)  | D     | 83            |
| 9      | N-GT      | 55 | Perspective Racing         | Thierry Perrier Michel Neugarten                    | Porsche 3.6L Flat-6       | D     | 83            |
| 10     | N-GT      | 54 | ART Engineering            | Fabio Babini Luigi Moccia                           | Porsche 911 GT3 RS (996)  | P     | 83            |
| 10     | N-GT      | 54 | ART Engineering            | Fabio Babini Luigi Moccia                           | Porsche 3.6L Flat-6       | P     | 83            |
| 11     | N-GT      | 57 | Freisinger Motorsport      | Wolfgang Kaufmann Stéphane Ortelli                  | Porsche 911 GT3 RS (996)  | Y     | 83            |
| 11     | N-GT      | 57 | Freisinger Motorsport      | Wolfgang Kaufmann Stéphane Ortelli                  | Porsche 3.6L Flat-6       | Y     | 83            |
| 12     | N-GT      | 50 | Larbre Compétition Chéreau | Patrice Goueslard Sébastien Dumez                   | Porsche 911 GT3 RS (996)  | M     | 82            |
| 12     | N-GT      | 50 | Larbre Compétition Chéreau | Patrice Goueslard Sébastien Dumez                   | Porsche 3.6L Flat-6       | M     | 82            |
| 13     | N-GT      | 58 | Freisinger Motorsport      | Yukihiro Hane Nigel Smith                           | Porsche 911 GT3 R (996)   | Y     | 81            |
| 13     | N-GT      | 58 | Freisinger Motorsport      | Yukihiro Hane Nigel Smith                           | Porsche 3.6L Flat-6       | Y     | 81            |
| 14     | N-GT      | 76 | RWS Motorsport             | Fabio Mancini Gianni Collini                        | Porsche 911 GT3 R (996)   | M     | 81            |
| 14     | N-GT      | 76 | RWS Motorsport             | Fabio Mancini Gianni Collini                        | Porsche 3.6L Flat-6       | M     | 81            |
| 15     | N-GT      | 60 | Haberthur Racing           | Sylvain Noël Laurent Cazenave                       | Porsche 911 GT3 R (996)   | D     | 80            |
| 15     | N-GT      | 60 | Haberthur Racing           | Sylvain Noël Laurent Cazenave                       | Porsche 3.6L Flat-6       | D     | 80            |
| 16     | N-GT      | 68 | MAC Racing                 | Paolo Rapetti Bepo Orlandi                          | Porsche 911 GT3 RS (996)  | D     | 80            |
| 16     | N-GT      | 68 | MAC Racing                 | Paolo Rapetti Bepo Orlandi                          | Porsche 3.6L Flat-6       | D     | 80            |
| 17     | N-GT      | 64 | Coca-Cola Racing Team      | Josef Venc Robert Pergl Jaroslav Janiš              | Porsche 911 GT3 R (996)   | D     | 79            |
| 17     | N-GT      | 64 | Coca-Cola Racing Team      | Josef Venc Robert Pergl Jaroslav Janiš              | Porsche 3.6L Flat-6       | D     | 79            |
| 18     | N-GT      | 67 | MAC Racing                 | Maurizio Lusuardi Raffale Sangiuolo                 | Porsche 911 GT3 R (996)   | D     | 79            |
| 18     | N-GT      | 67 | MAC Racing                 | Maurizio Lusuardi Raffale Sangiuolo                 | Porsche 3.6L Flat-6       | D     | 79            |
| 19     | N-GT      | 59 | Freisinger Racing          | Alexey Vasilyev Nikolai Fomenko                     | Porsche 911 GT3 R (996)   | Y     | 78            |
| 19     | N-GT      | 59 | Freisinger Racing          | Alexey Vasilyev Nikolai Fomenko                     | Porsche 3.6L Flat-6       | Y     | 78            |
| 20 DNF | GT        | 10 | Paul Belmondo Competition  | Claude-Yves Gosselin Anthony Kumpen                 | Chrysler Viper GTS-R      | D     | 80            |
| 20 DNF | GT        | 10 | Paul Belmondo Competition  | Claude-Yves Gosselin Anthony Kumpen                 | Chrysler 8.0L V10         | D     | 80            |
| 21 DNF | GT        | 8  | Proton Competition         | Christian Ried Luca Pazzaglia Mauro Casadei         | Porsche 911 GT2 (993)     | Y     | 62            |
| 21 DNF | GT        | 8  | Proton Competition         | Christian Ried Luca Pazzaglia Mauro Casadei         | Porsche 3.8L Turbo Flat-6 | Y     | 62            |
| 22 DNF | N-GT      | 63 | JMB Competition            | Andrea Garbagnati Marco Lambertini Batti Pregliasco | Ferrari 360 Modena N-GT   | M     | 62            |
| 22 DNF | N-GT      | 63 | JMB Competition            | Andrea Garbagnati Marco Lambertini Batti Pregliasco | Ferrari 3.6L V8           | M     | 62            |
| 23 DNF | GT        | 5  | Team Rafanelli             | Emanuele Naspetti Mimmo Schiattarella               | Ferrari 550 Maranello     | M     | 61            |
| 23 DNF | GT        | 5  | Team Rafanelli             | Emanuele Naspetti Mimmo Schiattarella               | Ferrari 6.0L V12          | M     | 61            |
| 24 DNF | GT        | 9  | Team A.R.T.                | Jean-Pierre Jarier François Lafon                   | Chrysler Viper GTS-R      | D     | 54            |
| 24 DNF | GT        | 9  | Team A.R.T.                | Jean-Pierre Jarier François Lafon                   | Chrysler 8.0L V10         | D     | 54            |
| 25 DNF | N-GT      | 52 | EMKA Racing                | Tim Sugden Steve O'Rourke                           | Porsche 911 GT3 R (996)   | D     | 37            |
| 25 DNF | N-GT      | 52 | EMKA Racing                | Tim Sugden Steve O'Rourke                           | Porsche 3.6L Flat-6       | D     | 37            |
| 26 DNF | N-GT      | 65 | Coca-Cola Racing Team      | Milan Maderyč Jirko Malchárek                       | Porsche 911 GT3 RS (996)  | D     | 36            |
| 26 DNF | N-GT      | 65 | Coca-Cola Racing Team      | Milan Maderyč Jirko Malchárek                       | Porsche 3.6L Flat-6       | D     | 36            |
| 27 DNF | N-GT      | 61 | Haberthur Racing           | Patrick Vuillaume Massimo Frigerio Walter Meloni    | Porsche 911 GT3 R (996)   | D     | 28            |
| 27 DNF | N-GT      | 61 | Haberthur Racing           | Patrick Vuillaume Massimo Frigerio Walter Meloni    | Porsche 3.6L Flat-6       | D     | 28            |
| 28 DNF | N-GT      | 62 | JMB Competition            | Christian Pescatori David Terrien                   | Ferrari 360 Modena N-GT   | M     | 25            |
| 28 DNF | N-GT      | 62 | JMB Competition            | Christian Pescatori David Terrien                   | Ferrari 3.6L V8           | M     | 25            |
| 29 DNF | N-GT      | 51 | Larbre Compétition Chéreau | Jürgen van Gartzen Bruno Eichmann                   | Porsche 911 GT3 RS (996)  | M     | 10            |
| 29 DNF | N-GT      | 51 | Larbre Compétition Chéreau | Jürgen van Gartzen Bruno Eichmann                   | Porsche 3.6L Flat-6       | M     | 10            |
| 30 DNF | N-GT      | 53 | ART Engineering            | Alberto Radaelli Andrea Bertolini                   | Porsche 911 GT3 R (996)   | P     | 10            |
| 30 DNF | N-GT      | 53 | ART Engineering            | Alberto Radaelli Andrea Bertolini                   | Porsche 3.6L Flat-6       | P     | 10            |
| 31 DNF | GT        | 2  | Lister Storm Racing        | Julian Bailey Nicolaus Springer                     | Lister Storm              | M     | 0             |
| 31 DNF | GT        | 2  | Lister Storm Racing        | Julian Bailey Nicolaus Springer                     | Jaguar 7.0L V12           | M     | 0             |
| DNS    | GT        | 3  | Team Carsport Holland      | Jeroen Bleekemolen Mike Hezemans                    | Chrysler Viper GTS-R      | M     | –             |
| DNS    | GT        | 3  | Team Carsport Holland      | Jeroen Bleekemolen Mike Hezemans                    | Chrysler 8.0L V10         | M     | –             |
| DNS    | GT        | 4  | Team Carsport Holland      | Michael Bleekemolen Sebastiaan Bleekemolen          | Chrysler Viper GTS-R      | M     | –             |
| DNS    | GT        | 4  | Team Carsport Holland      | Michael Bleekemolen Sebastiaan Bleekemolen          | Chrysler 8.0L V10         | M     | –             |
| DNS    | GT        | 21 | GLPK Racing                | Wim Daems Tamás Illés                               | Chrysler Viper GTS-R      | D     | –             |
| DNS    | GT        | 21 | GLPK Racing                | Wim Daems Tamás Illés                               | Chrysler 8.0L V10         | D     | –             |
| DNS    | GT        | 24 | Racing Box                 | Luca Cappalleri Gabriele Matteuzzi                  | Chrysler Viper GTS-R      | D     | –             |
| DNS    | GT        | 24 | Racing Box                 | Luca Cappalleri Gabriele Matteuzzi                  | Chrysler 8.0L V10         | D     | –             |